# ونسان ژروم
ونسان ژروم (فرانسوی: Vincent Jérôme‎؛ زادهٔ ۲۶ نوامبر ۱۹۸۴) دوچرخه‌سوار اهل فرانسه است.
از باشگاه‌هایی که در آن رکاب زده‌است می‌توان به تیم دوچرخه‌سواری دیرکت انرژی اشاره کرد.